# Vlucht naar Venus
Vlucht naar Venus is een sciencefictionroman van Philip K. Dick. De roman werd onder de Engelse titel The world Jones made uitgegeven door Ace Books in 1956. Het was in keerdruk de tegenhanger van Agent of the unkown van Margaret St. Clair. Nederland volgde (pas) in 1971 door een uitgave bij Uitgeverij Het Spectrum in de Prisma Pockets catalogus nummer 1472, kostprijs 2,75 NLG. De vertaling was van Gerard Suurmeijer kwam uit in een periode dat Rusland en de Verenigde Staten bezig waren met onderzoek naar de mogelijkheden van (on-)bemande vluchten naar Venus, uitmondend in bijvoorbeeld de vlucht van Mariner 10 in 1973.
In 1976 verscheen bij uitgeverij Ridderhof een nieuwe vertaling onder de titel Sterrenzwervers.

## Inhoud
De tijd waarin het zich afspeelt rond 2002. Er heeft zich ondanks de beloften na de Eerste en Tweede Wereldoorlog toch weer een wereldomvattende oorlog afgespeeld. Zowel de Verenigde Staten als Rusland als China werden zwaar getroffen door kernwapens. De enige mogelijkheid na de strijd was de installatie van een wereldregering Fedreg (Engels: Fedgov). Om iedere mogelijkheid tot nieuwe schermutselingen uit te bannen wordt gekozen voor het relativisme als basis; absolute waarheden bestaan niet meer. Ondertussen zijn er onderzoeken om een deel van de bevolking van de Aarde naar Venus te krijgen en heeft de Aarde te maken met Zwervers (Engels: Drifters); vermoedelijk levende wezens die uit het heelal zijn komen aanwaaien. De bevolking wordt onderdrukt door een uitgebreid netwerk aan spionnen en dergelijke. Een van de hoofdpersonen en spionnen is Cussick, getrouwd met Nina. 
In die wereld wordt ene Jones geboren. Hij leeft in twee werelden tegelijk; het heden en één jaar vooruit. Gezien die situatie kan hij nieuwe situaties voorspellen, hetgeen in strijd is met het standpunt van dat absolute waarheden niet bestaan. Aangezien niemand veronderstelt dat wat Jones beweert ook juist kan zijn, kan hij zijn gang gaan totdat het te laat is. Vanwege zijn helderziendheid weet hij de heerschappij te veroveren; de wereldregering wordt omvergeworpen, leiders worden gevangen gezet of omgebracht. Cussick treft het eerste; zijn vrouw blijft vrij, want zij heeft zich bij Jones aangesloten. Vlak voordat de omslag plaatsvond zijn de testpersonen voor het overleven op Venus naar Venus gezonden om daar onvoorbereid verder te leven. Ondertussen blijven de Zwervers dreigen; het blijkt een soort stuifmeel en stampers te zijn; die het op een gegeven moment onmogelijk zullen maken dat de mensheid zich verspreid over het heelal.
De situatie verandert danig als Jones zijn eigen sterven ziet naderen. Hij heeft nog een jaar, kan dat niet verwerken en neemt contact op met Cussick, die dan in genade is genomen. Cussick gaat onder dreiging naar de afspraak, maar vermoedt dat voor hem nu ook het eind is gekomen; hij smokkelt onder begeleiding van zijn vrouw een wapen naar binnen. Wanneer de ontmoeting op ruzie uitloopt voelt Cussick zich dermate bedreigt dat hij een kogel afvuurt op een bewaker. Jones springt ervoor, zodat zijn dood toch nog onverwacht komt. Cussick en zijn vrouw vluchten naar Venus, waar zij in ballingschap moeten verblijven in het hutje waar ooit de voorbereiders van vertrek naar Venus verbleven.